# Gamsgrat
Gamsgrat är en bergstopp i Liechtenstein, på gränsen till Österrike. Den ligger i den sydöstra delen av landet, 8 km öster om huvudstaden Vaduz. Toppen på Gamsgrat är 2 246 meter över havet. Gamsgrat ingår i Rhätikon.